# William Simpson (konstnär)
William Simpson, född 28 oktober 1823 i Glasgow, död 17 augusti 1899 i Willesden, var en brittisk (skotsk) konstnär och krigskorrespondent. Simpson är främst känd för sina målningar med krigsmotiv. 